# Kvish 1
De Kvish 1 of Kvish Tel Aviv - Yerushalayim (Tel Aviv - Jeruzalemweg) is een hoofdweg in Israël. De weg loopt van Tel Aviv via Jeruzalem naar de Jordaanvallei bij Jericho en is 99 kilometer lang. Het deel tussen Tel Aviv en Jeruzalem is uitgevoerd als autosnelweg.

## Plaatsen aan de route
- Tel Aviv
- Luchthaven Ben-Gurion
- Lod
- Jeruzalem
- Jericho

1 · 
2 · 
3 · 
4 · 
5 · 
6 · 
7 · 
9 · 
10 · 
12 · 
13 · 
20 · 
22 · 
25 · 
31 · 
34 · 
35 · 
38 · 
40 · 
41 · 
42 · 
44 · 
46 · 
55 · 
57 · 
60 · 
65 · 
66 · 
70 · 
71 · 
73 · 
75 · 
77 · 
79 · 
80 · 
85 · 
87 · 
89 · 
90 · 
91 · 
92 · 
98 · 
99